# Божевільна
«Божевільна» (англ. Unsane) — американський трилер режисера Стівена Соденберга, що вийшов у 2018 році. Головну роль у стрічці отримала британська акторка Клер Фой. Вона зіграла жінку, яка через переслідування сталкера потрапляє у психіатричну клініку. Особливістю стрічки є те, що вона повністю знята на iPhone 7 Plus.
Світова прем’єра стрічки відбулася на Берлінському міжнародному кінофестивалі у лютому 2018 року. Фільм мав обмежений прокат в Україні і демонструвався мовою оригіналу. Критики позитивно відгукнулися про проект, відзначивши технологію зйомки, а також напружений сюжет.

## Опис
Молода жінка не за власним бажанням потрапляє у психіатричну клініку, де стикається із найбільшим страхом. Але чи є він реальним, або лише грою уяви? 

## У ролях
| • Клер Фой        | … | Сойєр Валентіні   |
| • Джошуа Леонард  | … | Девід Страйн      |
| • Джей Феро       | … | Нат               |
| • Джуно Темпл     | … | Вайолет           |
| • Аймі Маллінз    | … | Ешлі Брайгергаус  |
| • Емі Ірвінг      | … | Анджела Валентіні |
| • Ерин Вільгельмі | … | Гейлі             |
| • Колін Вуделл    | … | Марк              |
| • Урсула Тріплетт | … | офіцер поліції    |
| • Метт Деймон     | … | детектив Фергюсон |

## Знімальна група
- Автори сценарію — Джонатан Бернштайн, Джеймс Грір
- Режисер-постановник — Стівен Содерберг
- Продюсер — Джозеф Маллок
- Виконавчі продюсери — Ден Фелмен, Кен Меєр, Арнон Мілчан
- Співпродюсер — Корі Бейс
- Оператор — Стівен Содерберг
- Монтаж — Стівен Содерберг
- Художник-постановник — Ейприл Ласкі
- Художник з костюмів — Сьюзен Лайолл
- Художник-декоратор — Кім Фішер
- Підбір акторів — Кармен Куба

## Виробництво
У липні 2017 року Стівеном Содербергом було анонсовано, що спільно з Клер Фой і Джуно Темплом проводитимуться зйомки. Фільм був знятий на iPhone і буде випущений з Soderbergh's Fingerprint Releasing. У серпні 2017 року, Джей Феро підтвердив свою участь у фільмі.